# Wojciech Humiecki (zm. 1672)
Wojciech Humiecki herbu Junosza (zm.  w 1672 roku) –  chorąży kamieniecki w 1672 roku,  podstoli kamieniecki w latach 1658–1663, rotmistrz królewski.
Był synem Aleksandra, starosty smotryckiego, a bratem Michała, karmelity, i Tomasza, łowczego podolskiego. 
Poślubił Izabelę Kątską, miał z nią syna Stefana.